# Caryodaphnopsis laotica
Caryodaphnopsis laotica Airy Shaw – gatunek rośliny z rodziny wawrzynowatych (Lauraceae Juss.). Występuje naturalnie w Laosie, północnym Wietnamie oraz południowych Chinach (w południowo-wschodniej części Junnanu). 

## Morfologia
PokrójZimozielone drzewo dorastające do 10 m wysokości. Gałęzie są mocne i nagie.
LiścieMają podłużnie owalny kształt. Mierzą 9–19 cm długości oraz 5–10 cm szerokości. Są cienkie, z trzema nerwami głównymi, od spodu owłosione. Nasada liścia jest zaokrąglona. Blaszka liściowa jest o spiczastym wierzchołku. Ogonek liściowy jest owłosiony i dorasta do 10–20 mm długości.
KwiatySą regularne, obupłciowe, zebrane w luźne wiechy o owłosionych osiach, rozwijają się w kątach pędów. Kwiatostan osiąga 7–14 cm długości, natomiast pojedyncze kwiaty mierzą 3 mm średnicy. Listki okwiatu mają żółtawą barwę.

## Biologia i ekologia
Rośnie w lasach wtórnych, zaroślach oraz na nieużytkach. Występuje na wysokości do 1200 m n.p.m. Kwitnie od kwietnia do maja.